# Michael J. Jenkins
Michael Jerome Jenkins (* 6. September 1986 in Kinston, North Carolina) ist ein US-amerikanischer Basketballspieler. Jenkins spielte nach seinem Studium zunächst als Profi in der Continental Basketball Association (CBA), bevor er nach Europa wechselte, wo er in der Basketball-Bundesliga 2009/10 für den deutschen Erstligisten WALTER Tigers Tübingen spielte. Nach Stationen in Belgien und Italien stand Jenkins in der NBA Summer League 2014 für die Brooklyn Nets und in der Preseason bei den Oklahoma City Thunder unter Vertrag, bevor er nach Einsätzen in der NBA Development League für die Oklahoma City Blue zu Jahresbeginn 2015 in die Türkei zu İstanbul BŞB wechselte.

## Karriere
Jenkins ging 2004 zum Studium an die Winthrop University in Rock Hill (South Carolina) an der Grenze zu seinem Geburtsstaat North Carolina, wo er für die Hochschulmannschaft Eagles in der Big South Conference der NCAA spielte. Zusammen mit seinem Mannschaftskameraden Torrell Martin, der später auch in der deutschen Bundesliga spielte, dominierten die Eagles die weniger renommierte Conference und gewannen von 2004 bis 2008 jeweils das Meisterschaftsturnier der Big South. In der landesweiten NCAA-Endrunde sind Mannschaften der Big South traditionell große Außenseiter und in der unteren Hälfte der Setzliste platziert, doch 2007 konnte man in der ersten Runde die Fighting Irish der University of Notre Dame besiegen. Dies war der erste Erfolg eines Teams der Big South Conference im Endrundenturnier überhaupt, in der darauffolgenden Runde unterlag man den Ducks der University of Oregon. Ohne Torrell Martin, der seine Collegekarriere beendet hatte und Profi geworden war, verlor man 2008 wieder deutlich in der ersten Runde.
Nach dem Studium wurde Jenkins zunächst Profi in der CBA für die Patroons aus Albany (New York). Die zuvor dienstälteste Profiliga der USA, die schon in der Saison 2000/01 vom Spielbetrieb ausgesetzt worden war, kollabierte jedoch am Ende der Spielzeit und Jenkins wechselte am Saisonende nach Europa zum montenegrinischen Serienmeister KK Budućnost aus der Hauptstadt Podgorica, der sein nationales Double erfolgreich verteidigen konnte. Für die folgende Spielzeit 2009/10 wechselte Jenkins nach Deutschland in die Basketball-Bundesliga, in der er von den WALTER Tigers aus Tübingen unter Vertrag genommen wurde. Zeitgleich war sein langjähriger Mannschaftskamerad vom College Torrell Martin ebenfalls nach Deutschland zum Ligakonkurrenten Eisbären Bremerhaven gewechselt. Während die Eisbären in die Play-offs unter die besten acht Mannschaften zurückkehrten, reichte es für die WALTER Tigers erneut nur zum Klassenerhalt. Für die Saison 2010/11 wechselte Jenkins in die belgische Ethias League, wo er mit dem Vizemeister Belgacom Basket aus Lüttich in der EuroChallenge 2010/11 auch in einem europäischen Vereinswettbewerb spielte. Dort schied die Mannschaft jedoch in der Vorrunde wegen des schlechteren direkten Vergleichs aus. In der nationalen Meisterschaft verpasste man die Play-offs und erreichte in der neun Mannschaften umfassenden Liga nur den vorletzten Tabellenplatz. Für die darauffolgende Saison 2011/12 wurde Jenkins vom Ligakonkurrenten Optima Dragons aus Gent verpflichtet, die hinter Lüttich auf dem letzten Tabellenplatz die Vorsaison beendet hatten. Zusammen mit seinen Landsleuten Michael Haynes und Richard Chaney, die eine Saison vor Jenkins ebenfalls für den deutschen Erstligisten Tübingen gespielt hatten, konnten sich die Dragons unter Trainer Yves Defraigne auf den siebten und drittletzten Platz verbessern. Anschließend verließen die Gent Dragons die geschlossene Profiliga und kehrten in das Ligensystem des belgischen Verbandes zurück. 
Für die Spielzeit 2012/13 wechselte Jenkins in die zweite italienische Liga Legadue zu Leonessa Centrale del Latto aus Brescia. Die Mannschaft beendete die Hauptrunde als Vierter und zog bis in die Finalserie der Play-offs um den Aufstieg in die höchste Spielklasse ein, wo man sich dem Hauptrundenzweiten und einzigem Aufsteiger Pistoia Basket erst im entscheidenden fünften Spiel geschlagen gab. In der folgenden Spielzeit 2013/14 spielt Jenkins trotzdem in der Lega Basket Serie A, da er zum Erstligisten aus Cantù wechselte.